# Райх, Фердинанд
Фердина́нд Райх (Ferdinand Reich; 19 февраля 1799, Бернбург — 27 апреля 1882, Фрайберг (Саксония)) — немецкий физик и химик, первооткрыватель индия.

## Биография
Учился в Лейпцигском университете и Фрайбергской Горной академии, стажировался в Геттингенском университете у Фридриха Штромейера. С 1824 года занимал должность профессора физики Горной академии Фрайберга. Страдал дальтонизмом, поэтому спектроскопические опыты за него выполнял Теодор Рихтер. Скончался 27 апреля 1882 года во Фрайберге.

## Научная деятельность
Основные химические исследования Райха были посвящены изучению состава полиметаллических руд. В 1863 году по образцу цинковой обманки Райх (совместно с Теодором Рихтером) выделил сульфид неизвестного металла. При спектроскопических исследованиях соединения была замечена яркая полоса синего цвета, которая соответствовала этому металлу. По цвету индиго открытый Райхом элемент получил название «индий».
Райх изучал земной магнетизм и эффекты, связанные с вращением Земли. В частности, во Фрайбергской шахте (глубиной до 150 метров) он проводил опыты, измеряя отклонения тел при их свободном падении.